# Volley Haasrode Leuven (piłka siatkowa kobiet)
Volley Haasrode Leuven  - żeński klub piłki siatkowej z Belgii. Swoją siedzibę ma w Haasrode. 